# 傅光前
傅光前（1555年—1595年），字長孺，號太恆（太行），浙江寧波府鄞縣人，明朝政治人物。

## 生平
傅光前是福建按察司知事傅文淵之孫，萬曆十六年（1588年）中舉人，次年（1589年）聯捷己丑科進士，獲授南京太常寺博士。
萬曆二十二年（1594年），吏部尚書陳有年推薦傅光前為驗封主事，朝廷遣人迎接時他卻歸鄉省親；就任後，他提拔賢能、罷黜不良，以澄清仕途為己任，半年後就遭猜忌罷官，次年在北京去世，年四十一歲。他寒苦而有操守，死後家室蕭然，得同僚捐贈才能殮葬。

## 家族
曾祖傅佑，益府典膳。祖父傅文淵，福建按察司知事。父傅椒，生员。

## 引用
1. 1 2  光緒《鄞縣志·卷三十七·人物傳十二》：傅光前，字長孺，一字太恆 《分省人物考》 。曾祖祐，益府典膳；祖文淵，福建按察司知事。光前中萬歷十七年進士 《新編進士履歷》，案《浙江通志》作成化進士，誤。 ，授南太常博士，與同志參究心性，不得則長跪達旦，如是累月忽有省語周汝登曰 案聞曹錢三志作「與周道登諸人講學」，道登當即汝登之誤。 ：「向後工夫，正無盡窮，特較前稍易耳，願各種努力。」 《儒林錄》 二十二年 《履歷》 ，吏部尚書陳有年薦為驗封主事 按《儒林錄》作稽勳郎 ，光前聞命歸省，有司遣人郊迎致贈，而光前已乘小舟從閒道抵家矣。及涖官，簡賢黜不肖，慨然以澄清仕途為己任，僅半載為忌者所撼去 曹志 ，明年 《履歷》 卒京邸 《留補堂稿》 ，年四十一 《人物攷》 。光前冰蘗自礪 《留補堂稿》 ，其歿家室蕭然 聞志 ，僚友醵金以殮 《留補堂稿》。
2. ↑  光緒《鄞縣志·卷二十二·選舉表三》：（萬曆）十六年戊子（舉人）…… 傅光前
3. ↑  《萬曆十七年己丑科進士履歷便覽》：傅光前，太恒，易三房，庚申三月初十日生。鄞县人，戊子鄉試，三甲八十一名。礼部政，八月授南太常寺博士，甲午升吏部主事，乙未卒。曾祖祜，益府典膳；祖文渊。父椒。